# 群の表示
数学のとくに群論における、生成元と基本関係による群の表示（ぐんのひょうじ、英: presentation of group）とは、群をその生成元と生成元の間に成り立つ関係によって特定することを言う。一般に群はある自由群の全射準同型像なので必ず表示を持つが、それは一意的ではない。

## 定義
集合 X から生成された自由群を F とし、R を X 上の語からなる集合とする。このとき R の正規閉包 N による商群を G = F/N とおく。これを
{\displaystyle G=\langle X\mid R\rangle }
と表し、（生成元と基本関係による）群の表示という。またこのとき、X の元を生成元、R の元を関係（または定義関係、基本関係）といい、群 G は生成元と基本関係によって与えられると言う。基本関係 w ∈ R に対し、式 w = 1 (1 は G の単位元) は基本関係式とも呼ばれる。略式の言い方をすれば、N で割ることは G が自由群 F の元のうち、R に属する元を単位元 1 に等しいものとみなして得られるものであることを意味している。
X が有限集合であるとき G は有限生成であるといい、R が有限集合であるとき G は有限関係であるという。また X と R が共に有限集合のとき、群 G は有限型であるまたは有限表示されるという。
具体的に与えられた群 G が、有限生成、有限関係、有限表示であるとは、それぞれ有限生成、有限関係、有限表示であるような適当な表示を持つときに言う。

## 例

### 歴史的な例
生成元と関係による群の表示が現れる最初期の例は、1856年にアイルランドの数学者ウィリアム・ローワン・ハミルトンが自身の本 icosian calculus（正二十面体群の解析）において正二十面体群（＝正十二面体群）の表示を与えたものである。
最初の系統的研究は、フェリックス・クラインの弟子であるヴァルター・フォンディックが1880年代前半に、組合せ群論の基礎付けに基づいて与えた。

### よくある例
- ⟨S | ∅⟩ は S 上の自由群である。自由群が「自由」であるというのは、この場合基本関係が（したがって任意の関係が）無いことを意味する。
- X = {x} のとき ⟨X | ∅⟩ は無限巡回群、すなわち整数全体のなす加法群 Z と同型である。
- 自然数 n に対して X = {x}, R = {xn} とすれば ⟨X | R⟩ は位数 n の巡回群 Cn = Z/nZ と同型である。これを ⟨x | xn = 1⟩ と書くこともある。
- R は S の元の交換子全体の成す集合とすると、⟨S | R⟩ は S 上の自由アーベル群である。
- 自然数 n に対して X = {s1, …, sn−1}, R = {si2  |  1 ≤ i < n} ∪ {(sisi+1)3  |  1 ≤ i < n − 1} ∪ {(sisj)2  |  |i − j| > 1} とすれば ⟨X | R⟩ は n 次対称群 Sn と同型である
- 自然数 n に対して X = {s1, …, sn−1}, R = {(sisi+1)3  |  1 ≤ i < n − 1} ∪ {(sisj)2  |  |i − j| > 1} とすれば ⟨X | R⟩ は n-次組み紐群 Bn に同型
- 素数 p に対して X = {x1, x2, x3, …}, R = {x1p, x2px1−1, x3px2−1, …} とすれば ⟨X | Y⟩ はプリューファー群 Z(p∞) と同型である。これを ⟨x1, x2, x3, … | x1p = 1, x2p = x1, x3p = x2, …⟩ と書くこともある

以下の表は、よく調べられている群に対する表示の例を一覧したものである。各々の場合においてこれとは異なる表示の取り方が複数可能であり、以下に挙げたものも可能な最も効果的な表示とは限らないことに注意すべきである。
| 群                                 | 表示 | 補足                                                 |
| ---------------------------------- | --- | ---------------------------------------------------- |
| 位数 2n の二面体群 Dn              | {\displaystyle \langle r,f\mid r^{n},f^{2},(rf)^{2}\rangle }                                                                   | ここで r は回転、f は鏡映を表す                      |
| 無限二面体群 D∞                    | {\displaystyle \langle r,f\mid f^{2},(rf)^{2}\rangle }                                                                         |                                                      |
| 二重巡回群 Dicn                    | {\displaystyle \langle r,f\mid r^{2n},r^{n}=f^{2},frf^{-1}{=}r^{-1}\rangle }                                                   | r, f は上と同様。四元数群は n = 2 の場合             |
| Z × Z                              | {\displaystyle \langle x,y\mid xy=yx\rangle }                                                                                  |                                                      |
| Z/mZ × Z/nZ                        | {\displaystyle \langle x,y\mid x^{m},y^{n},xy=yx\rangle }                                                                      |                                                      |
| 正四面体群 T ≅ A4                  | {\displaystyle \langle s,t\mid s^{2},t^{3},(st)^{3}\rangle }                                                                   |                                                      |
| 正八面体群 O ≅ S4                  | {\displaystyle \langle s,t\mid s^{2},t^{3},(st)^{4}\rangle }                                                                   |                                                      |
| 正十二面体群 I ≅ A5                | {\displaystyle \langle s,t\mid s^{2},t^{3},(st)^{5}\rangle }                                                                   |                                                      |
| 四元数群 Q8                        | {\displaystyle \langle i,j\mid jij=i,iji=j\rangle }                                                                            | 別の表示については Dicn の欄を参照                   |
| SL(2, Z)                           | {\displaystyle \langle a,b\mid aba=bab,(aba)^{4}\rangle }                                                                      | 位相的には a, b はトーラス上のデーンひねり           |
| GL(2, Z)                           | {\displaystyle {\Bigl \langle }a,b,j:{aba=bab,(aba)^{4}, \atop j^{2},(ja)^{2},(jb)^{2}}{\Bigr \rangle }}                       | SL(2, Z) の非自明な Z/2Z-拡大                        |
| モジュラー群 PSL(2, Z)             | {\displaystyle \langle a,b\mid a^{2},b^{3}\rangle }                                                                            | PSL(2, Z) は二つの巡回群 Z/2Z と Z/3Z の自由積に同型 |
| ハイゼンベルク群                   | {\displaystyle {\Bigl \langle }x,y,z:{z=xyx^{-1}y^{-1}, \atop xz=zx,yz=zy}{\Bigr \rangle }}                                    |                                                      |
| バウムスラッグ–ソリター群 BS(m, n) | {\displaystyle \langle a,b\mid a^{n}=ba^{m}b^{-1}\rangle }                                                                     |                                                      |
| ティッツ群                         | {\displaystyle {\Bigl \langle }a,b:{a^{2},b^{3},(ab)^{13},[a,b]^{5}, \atop [a,bab]^{4},(ababababab^{-1})^{6}}{\Bigr \rangle }} | [a, b] は交換子                                      |

有限表示を持たない有限生成群の例として、無限巡回群 Z 同士の輪積 Z ≀ Z が挙げられる。

## 性質
定理任意の群は生成元と基本関係による表示を持つ
これを見るには与えられた群 G に対し G 上の自由群 FG を作ればよい。実際、自由群の普遍性により、群準同型 φ: FG → G でその G への制限が恒等写像となるものが一意に存在する。この準同型の核を K とすれば K は FG の正規部分群（したがってその正規包は K 自身）であるから、⟨G | K⟩ = FG/K となる。恒等写像は全射ゆえ φ もそうで、ゆえに第一同型定理により ⟨G | K⟩ ≅ im(φ) = G を得る。この表示は、G および K が必要以上に大きいときには極めて非効率なものとなり得ることに注意。
系任意の有限群は有限表示を持つ
これは与えられた群の元すべてを生成元とし、乗積表を基本関係に置けばよい。
Novikov–Boone の定理
群に対する語の問題に対する否定的な解答として、任意の有限表示 ⟨S | R⟩ に対して、与えられた二つの語 u, v がその群の同じ元を定めるか否かを決定するアルゴリズムは存在しないことが知られている。これは Pyotr Novikovが1955年に、また別証明をWilliam Booneが1958年にそれぞれ得ている。

## 別な表示の構成
G = ⟨X | R⟩, H = ⟨Y | S⟩ を群の表示とする。
- 群の自由積: G ∗ H ≅ ⟨X ∪ Y | R ∪ S⟩
- アーベル化: G/[G, G] ≅ ⟨X | R ∪ [X, X]⟩
  - ただし左辺の [G, G] は交換子部分群で、右辺の [X, Y] は {x−1y−1xy  |  x ∈ X, y ∈ Y} である
- 群の直積: G × H ≅ ⟨X ∪ Y | R ∪ S ∪ [X, Y]⟩

## 不足数
有限表示 ⟨S | R⟩ の不足数 (deficiency) とは |S| − |R| のことを言い、有限生成群の不足数 def G は G の任意の表示に対する不足数の最大値を言う。有限群の不足数は非正になる。群 G のシューア乗数は −def G 個の元を用いて生成することができる（十分条件）ことが知られており、 G が充足 (efficient) であるとは、この数が必要条件でもあるときに言う

## 幾何学的群論
幾何学的群論の意味において、群の表示はある種の幾何を決定する。それはケイリーグラフであったり、語の距離であったりといったものである。これらは二種類の順序（弱順序およびブリュア順序）を与え、ハッセ図と対応する。その重要な例はコクセター群である。
さらにいえば、このグラフの適当な性質（粗構造）は生成元の取り方に依らないという意味で内在的である。